# Louisette Thobi
Louisette Thobi (sinh ngày 19 tháng 6 năm 1967) là một vận động viên chạy nước rút ở Cameroon. Bà đã tham gia cuộc thi tiếp sức 4 × 100 mét nữ tại Thế vận hội Mùa hè 1992.